# Marjorie Beaty
 Marjorie Louise Heckel Beaty  (* 21. Januar 1906 in Buffalo, New York (Bundesstaat); † 18. Juli 2002 in Vermillion (South Dakota)) war eine US-amerikanische Mathematikerin und Hochschullehrerin. Sie gehörte mit Louise Rosenbaum zu den ersten beiden Frauen, die in Mathematik an der Universität von Colorado vor 1960 promovierten.

## Leben und Forschung
Beaty wurde als Marjorie Louise Heckel geboren, besuchte die Grundschule und für ein Jahr das Gymnasium in Buffalo. Sie zog mit ihrer Familie nach Rochester (New York), wo sie ihren Abschluss an einer weiterführenden Schule machte. Sie studierte Mathematik an der University of Rochester mit einem staatlichen Stipendium und erhielt 1928 ihren Bachelor-Abschluss, 1929 den Master-Abschluss. Sie setzte ihr Studium an der Brown University bis 1931 fort und war dort gleichzeitig Assistentin. Sie wurde anschließend Ausbilderin an der University of South Dakota, wo sie den Viehzüchter W. Beaty (1903–1979) kennenlernte und 1933 heiratete. Da während der Depression nur ein Haushaltsmitglied einen Job ausüben durfte, legte sie ihre Position an der Universität nieder. Da die Universität jedoch einen weiteren Mathematiklehrer benötigte, unterrichtete sie 1934 und 1935 freiwillig. Von 1935 bis 1938 studierte sie an der University of Colorado Boulder, in ihrem ersten Jahr als Universitätsstipendiatin und Lehrassistentin, als Forschungsfellow im zweiten Jahr und als Lehrassistentin im dritten Jahr. Sie promovierte 1939 bei Aubrey J. Kempner an der University of Colorado mit der Dissertation: On the Complex Roots of Algebraic Equations. Anschließend kehrte sie an die mathematische Fakultät der University of South Dakota zurück und war von 1938 bis 1941 Assistenzprofessorin. Nach der Geburt ihrer Töchter nahm sie einen Erziehungsurlaub und kehrte sie 1955 in die Abteilung zurück, wurde 1958 zum außerordentlichen Professor und 1961 zum Professor befördert. 1976 ging sie in den Ruhestand, lehrte aber am Yankton College für einige Jahre nach ihrer Pensionierung. Sie erhielt 1974 die Auszeichnung „Outstanding Educator of America“. Sie und ihr verstorbener Ehemann wurden 1998 mit dem Inman Award der University of South Dakota ausgezeichnet.

## Mitgliedschaften
- American Mathematical Society
- Sigma Delta Epsilon
- American Association of University Women
- Phi Beta Kappa
- Sigma Xi
- Pi Mu Epsilon

## Veröffentlichungen (Auswahl)
- 1958: mit J. A. Martin: Space dualization of a system involving three mutually perspective triangles. Proc. South Dakota Acad. Sci. 37.
- 1959: mit D. L. Henderson: Study based on the trilinear coordinate system. Proc. South Dakota Acad. Sci. 38.